# EMule ScarAngel
Emule ScarAngel es un mod del programa P2P eMule.
El objetivo de este mod es combinar el poderoso sistema NAFC (control de feedback de la red) y todas las demás características de Xtreme, con todas las características que consideramos buenas de MorphXT/StulleMule y otros mods.
Es la creación de Max (creador de MaxMod) y Stulle (creador de Stullemule) seudónimos que usan, muy conocidos en el mundo del programa eMule por sus grandes aportes en el desarrollo y actualización del código del eMule official y otros Mods.
Muchas de las funciones han sido desarrolladas por uno o ambos. Incluso algunas de las características que pueden encontrarse en el mod StulleMule fueron originalmente codificadas para este mod, antes de ser añadidas a StulleMule.
Después que Xman (desarrollador de eMule Xtreme mod), abandonó el proyecto en el cual se basa ScarAngel y su colaborador Max por motivos personales en junio del 2006, Stulle siguió desarrollando ScarAngel bajo la filosofía y código de Xtreme mod, en ese entonces se decía que era el sucesor de Xtreme.
A principio del 2007 Max regresó a la codificación y desde ese momento trabaja en el proyecto como en los anteriores días, y junto a otros colaboradores, lanzaron un mods basado en ScarAngel bautizado como eMule Mephisto (como ellos lo llama heredero maligno).
Este último mod es considerado como válido heredero del Xtreme, aunque la página especialista en MoDs de eMule [emule-mods] lanzó el [eMule 0.49c Xtreme 7.2], con la colaboración de Xman, Stulle entre otros, la página oficial de Xtreme no refleja tal actualización.
Se debe destacar que todos estos Mod de eMule mencionados, son considerados por la página oficial de eMule como [no leecher MoDs] los cuales cumplen totalmente con la filosofía del autor original y castigan severamente cualquier mod leecher conectado a ellos que infrinja las reglas.

## Ventajas
A simple vista ScarAngel ofrece un gran abanico de opciones propias y de los mod en que se basa, dándole al usuario a probar una infinidad de configuraciones según sus necesidades, se actualiza cuando cualquier mod en que está basado cambia, por lo tanto está en constante evolución.

## Desventajas
La principal es que está desarrollado para conocedores de eMule y para ponerlo a punto hay que configurarlo exhaustivamente para poder aprovechar todas sus características, no se entrega en un ejecutable si no en forma binaria comprimida en rar, al iniciar hay un asistente en inglés que es el idioma por omisión, muchas de las características están deshabilitadas por omisión por eso al principio no se obtienen los resultados esperados, consume muchos recursos pero deshabilitando opciones innecesarias en opciones/mostrar y en otros apartados, se obtiene un rendimiento sorprendente en el uso del procesador.

## Características
Posee todas las características del eMule oficial, de los mods y propias, por lo tanto en preferencias aparece el panel normal más apartados añadidos de las características de los otros mods. En el último está la de ScarAngel siendo la más interesante.
- Status color
  - Pinta a los clientes en diferentes colores de acuerdo a su condición o estado.
- Muestra el consumo de memoria y CPU de eMule y todo el sistema
  - Posibles modos de visualización: (i) ninguno, (ii) eMules consumo y (iii) eMule y sistema de consumo.
  - Mostrar orden: "CPU: uso de CPU de eMule (uso de CPU de todo el sistema)" "Mem: Uso de memoria de eMule (memoria física RAM del sistema actualmente utilizada)".

- Relax on startup
  - Durante el proceso de arranque del eMule tiene que ocuparse de muchas tareas. Esta característica ayuda a ahorrar algunos recursos, evitando algunas tareas en el tiempo de puesta en marcha.

- Global Hardlimit
  - Toma pleno control del contador de fuentes global. Reduce y aumenta los valores del hardlimit de archivos a fin de mantenar el contador de fuentes global dentro de un rango de 5% por debajo y por encima del valor determinado.
  - En el StulleMule mod puede elegir si desea que el sistema, ya sea para todos los archivos o sólo de determinados archivos.
  - Si se opta por la segunda vía de las preferencias para cada uno de los archivos se pueden encontrar en el cuadro de diálogo SivkaFileSettings. Sólo los ficheros que han permitido que esta función se tendrá en cuenta en el sistema de cambio de hardlimit.

- Push small files
  - Esta función permite a los clientes, solicitar un archivo más pequeño que un determinado tamaño en el UploadQueue.
  - El Tamaño máximo de los archivos y el factor inicio puede ser configurado por el usuario.

- Push rare files
  - Basado en el número de solicitudes durante el período de sesiones, y los archivos de todas las solicitudes se genera un factor que hará que el cliente que solicita el archivo por un valor entre 1 y 2. Esta característica es buena para difundir archivos de menor propagación de la mejor manera.

- CreditSystems
  - El usuario puede elegir y cambiar entre los diferentes creditsystems en el ScarAngel mod.
  - En la actualidad incluyen: Oficial, lovelace, Ratio, Pawcio, EastShare, sivka, SWAT, Xtreme.

- Save Upload Queue Waiting Time (SUQWT)
  - Cuando eMule está cerrado todos los tiempos de espera se restablecerán en cero.
  - Esta característica guarda el tiempo de espera de todos los clientes por lo que no importa si salió de la cola o renunciamos a nuestro cliente va a volver a la cola con su viejo tiempo de espera.

- Show sources on title

- Show eMule's infos in your MSN7 (or above) message field

- Show global HL

- Show HL per file constantiniously

- Sivka File Settings

- Customized source dropping

- Advanced manual dropping

- Fake HighID check:

- FunnyNick Tag Selection

- Client queue progress bar

- ScarAngel version check

- Quickstart

- Show Client Percentage

- Tabbed Preferences

- TBH Backup

- TBH MiniMule

- Copy feedback feature

- Adjust compress level

- Smart Category Control (SCC)

- Spread bars

- HideOverShare (HideOS)

- Share Only the Need (SOTN)

- Anti Anti HideOS & SOTN

- See chunk that we hide

- PowerShare

- Superior Client Handling

- Release Bonus

- Release Score assurance

- XP-Style menús

- Design settings

- Static IP Filter

- Enhanced Client Recognition

- Compat Client Stats

- Enforce Ratio

- Improved ICS-Firewall support

- Invisible Mode

- UPnP support

- Random Ports

- Anti fragmenting

- Safe KAD

- Display reason for zero score

- Automatic shared files updater

- Emulate others

- Anti Uploader Ban

- Recognize MlDonkey XS Answer

- Spread Credits Slo

- Pay Back First

- Do not reserve 1/3 of your uploadlimit for emule

- Disable accepting only clients who asked within last 30min

## Desarrolladores
Modders
- MaxUpload (co-founder)
- Xman (Dev of the Xtreme mod)
- SiRoB (for his great work)
- the official eMule development team

Tester
- Mav (inactive)
- Frawe
- MaloXP
- Idro182
- Jack O'Neil
- Myth88
- Sorrow

Traductores
- guijarrelson (Spanish language pack)

## Enlace de interés
- Página oficial
- eMule MoDs (enlace roto disponible en Internet Archive; véase el historial, la primera versión y la última).

- Datos: Q5816169